# Job 7
Job 7 es el séptimo capítulo del Libro de Job en la Biblia hebrea o el Antiguo Testamento del cristianismo . El libro es anónimo; la mayoría de los estudiosos creen que fue escrito alrededor del siglo VI a. C. La sección de «diálogos» del libro comprende Job 3:1–31:40. Este capítulo recoge uno de los discursos de Job, el personaje central del libro.

## Texto
El texto original está escrito en lengua hebrea. Este capítulo se divide en 21 versículos.

### Testimonios textuales
Algunos manuscritos antiguos que contienen el texto de este capítulo en hebreo pertenecen al texto masorético, que incluye el Códice de Alepo (siglo X) y el Codex Leningradensis (1008).
También existe una traducción al griego koiné conocida como la Septuaginta, realizada en los últimos siglos antes de Cristo; algunos manuscritos antiguos que se conservan de esta versión incluyen el Codex Vaticanus (B; {\displaystyle {\mathfrak {G}}}B; siglo IV), el Codex Sinaiticus (S; BHK: {\displaystyle {\mathfrak {G}}}S; siglo IV) y el Codex Alexandrinus (A; {\displaystyle {\mathfrak {G}}}A; siglo V).

## Análisis
La estructura del libro es la siguiente:
- El prólogo (capítulos 1-2)
- El diálogo (capítulos 3-31)
- Los veredictos (32:1-42:6)
- El epílogo (42:7-17)

Dentro de la estructura, el capítulo 7 se agrupa en la sección Diálogo con el siguiente esquema:
- La maldición y el lamento de Job (3:1–26)
- Primera ronda (4:1–14:22)
  - Elifaz (4:1–5:27)
  - Job (6:1-7:21)
    - Job a sus amigos (6:1-30)
      - Resumen de la queja de Job (6:1-7)
      - La petición de Job (6:8-13)
      - La indiferencia de los amigos (6:14-23)
      - Un desafío a los amigos (6:24–30)

    - Job a Dios (7:1–21)
      - Las penurias de la vida humana (7:1–8)
      - La naturaleza efímera de la vida humana (7:9–16)
      - ¿Por qué? ¿Hasta cuándo? (7:17–21)

  - Bildad (8:1–22)
  - Job (9:1–10:22)
  - Zofar (11:1–20)
  - Job (12:1–14:22)
- Segunda ronda (15:1–21:34)
- Tercera ronda (22:1–27:23)
- Interludio: un poema sobre la sabiduría (28:1–28)
- Resumen de Job (29:1–31:40)

La sección del diálogo está compuesta en formato poético, con una sintaxis y una gramática distintivas. Los capítulos 6 y 7 recogen la respuesta de Job tras el primer discurso de Elifaz (en capítulos 4 y 5), que se puede dividir en dos secciones principales:
- Job 6: Job responde a las palabras erróneas de Elifaz.
- Job 7: Job se dirige a Dios.[11]

El patrón de hablar primero a los amigos y luego volverse hacia Dios es típico de Job a lo largo del diálogo.
El capítulo 7 es «un poema equilibrado» que consta de tres partes, cada una de ellas enmarcada por una declaración inicial sobre la condición humana y un grito final a Dios:
| Parte# | Versículos | Apertura | Cierre |
| ------ | ---------- | -------- | ------ |
| 1      | 1–8        | 1–2      | 7–8    |
| 2      | 9–16       | 9–10     | 15–16  |
| 3      | 17–21      | 17–18    | 21     |

El cambio de enfoque del discurso de Job se hace explícito en los versículos 7-8, por lo que el «tú» de los versículos 12, 14, 16 y 21 se refiere claramente a YHWH.

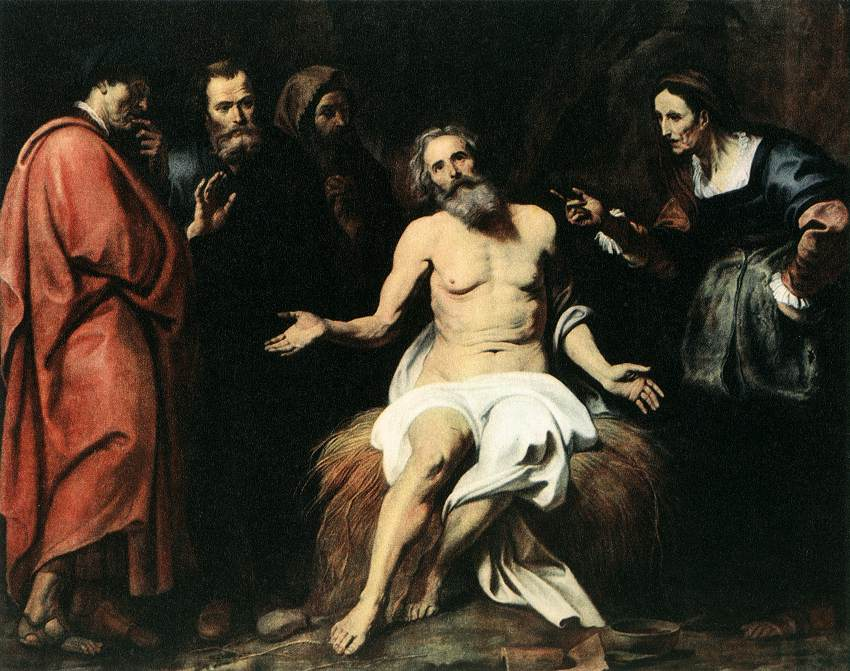
«El paciente Job», de Gerard Seghers (1591-1651).

## Las penurias de la vida humana (7:1–8)
En esta parte, Job habla de la miseria humana y las penurias de la existencia humana. Job menciona la brevedad de la vida (el tema central más adelante, en capítulo 14) y la falta de esperanza (versículo 6) antes de dirigirse directamente a Dios (versículo 7) pidiéndole que actúe hacia él («recuerda») de acuerdo con sus compromisos previos con «los afligidos» (cf. Génesis 8:1; Exodus 2:24). Al rechazar la visión optimista de Elifaz de que aún le queda esperanza (cf. Job 6:20), Job utiliza un juego de palabras en hebreo con «esperanza» y «hilo» (tiqwah), ya que se considera frágil y precario como los inútiles «extremos del hilo que se cortan del telar una vez terminado el tejido» (cf. Josué 2:18. 21).

### Versículo 7
[Job dijo:] «Recuerda que mi vida es un soplo;
«mis ojos nunca más verán el bien».
- «Recuerda»: Aparentemente, esto está dirigido a Dios, como queda claro a partir del versículo 11, porque Dios es quien insufló aliento en la nariz del hombre (Génesis 2:7), por lo que se le pide a Dios que recuerde la vida del hombre (חַי, ḥay, también «edad», «vivo», «vivir»[18]) no es más que un soplo (רוּחַ, rū-aḥ; también «espíritu», «viento»[19]).[20]

## La naturaleza efímera de la vida humana (7:9–16)
El segundo axioma de Job sobre la vida humana se centra en «la naturaleza efímera de los seres humanos». Al sopesar la muerte y la vida (versículos 15-16), Job no abraza «la muerte como algo positivo», sino que solo descarta «la posibilidad de vivir para siempre».

### Versículo 12
[Job dijo:] «¿Acaso soy yo el mar, o un monstruo marino,
para que pongas guardia sobre mí?»
- «El mar o un monstruo marino»: traducido de dos palabras en hebreo הֲ‍ֽיָם, «hă-yām» (literalmente «el mar»), y תַּנִּ֑ין, tan-nîn(«serpiente marina»; también «ballena» o «dragón» mitológico o «monstruo de las profundidades».[15][23][24] Ambas palabras parecen hacer eco del mito cananeo de las fuerzas caóticas que finalmente son derrotadas por Baal, en cuyo relato el enemigo también se llama «Mot», la misma palabra que en hebreo significa «muerte» (“'mot”' o “'mawet”'; cf. Job 7:15).[15] «El mar» simboliza «los elementos tumultuosos de la creación», mientras que las criaturas del mar simbolizan «las poderosas fuerzas del caos: Leviatán, Tannin y Rahab», que requieren una atención especial. [24]

## Preguntas sobre «¿por qué?» y «¿hasta cuándo?» (7:17–21)
La tercera parte contiene una serie de preguntas: «¿por qué?» (versículos 17-18) y luego «¿hasta cuándo?» (versículo 19), que son características de los lamentos. Job no niega que haya pecado (versículos 20-21), pero no puede entender por qué no ha sido perdonado después de mostrar arrepentimiento y hacer los sacrificios necesarios (cf. Job 1:13). Al final, hay una tensión entre el deseo de Job de la presencia de Dios y la ausencia de Dios en su vida.

### Versículo 21
[Job dijo:] «¿Y por qué no perdonas mi transgresión
y quitas mi iniquidad?
Porque ahora me acostaré en el polvo;
y tú me buscarás diligentemente, pero yo no estaré.
- «Porque ahora me acostaré en el polvo»: traducido en la Septuaginta griega como «porque ahora partiré a la tierra».[28]

La última palabra del discurso de Job (7:21; «’ê-nen-nî», «ya no [seré]») comparte la misma raíz que la última palabra del discurso de Bildad en el capítulo siguiente, con un sufijo pronominal diferente (8:22; ’ê-nen-nū, «quedará en nada»).

## Comentarios

### De la Iglesia católica

#### A los versículos 1-2
Consciente de que su sufrimiento no es único, Job vincula su experiencia al destino común del ser humano (7,1-2). Emplea imágenes potentes —el soldado y el jornalero— para describir una existencia marcada por el esfuerzo, la fatiga y la espera. Estas figuras expresan la precariedad y dureza de la vida, tal como la presenta la enseñanza bíblica, condicionada por el pecado original y por los pecados personales. En este sentido, la vida del hombre es un combate continuo, como resume el Catecismo de la Iglesia Católica: «hace de la vida del hombre un combate» (CEC 409).

A través de toda la historia del hombre se extiende una dura batalla contra los poderes de las tinieblas que, iniciada ya desde el origen del mundo, durará hasta el último día, según dice el Señor. Inserto en esta lucha, el hombre debe combatir continuamente para adherirse al bien, y no sin grandes trabajos, con la ayuda de la gracia de Dios, es capaz de lograr la unidad en sí mismo.

Nadie puede verse libre de este combate. Sin embargo, como muestra la experiencia, no todos luchan de la misma forma.

La vida del hombre sobre la tierra es milicia, y sus días transcurren con el peso del trabajo. Nadie escapa a ese imperativo; tampoco los comodones que se resisten a enterarse: desertan de las filas de Cristo, y se afanan en otras contiendas para satisfacer su poltronería, su vanidad, sus ambiciones mezquinas; andan esclavos de sus caprichos.
Si la situación de lucha es connatural a la criatura humana, procuremos cumplir nuestras obligaciones con tenacidad, rezando y trabajando con buena voluntad, con rectitud de intención, con la mirada puesta en lo que Dios quiere. Así se colmarán nuestras ansias de Amor, y progresaremos en la marcha hacia la santidad, aunque al terminar la jornada comprobemos que todavía nos queda por recorrer mucha distancia.

#### A los versículos 7-10
En esta súplica marcada por el clamor —«recuerda» (7,7)—, Job insiste en que, si su destino es morir pronto, su sufrimiento carece de sentido. La muerte sigue siendo para él el único alivio posible, como ya expresó antes (cfr 3,11-19; 10,20-22; 14,1-22). Estas palabras no deben interpretarse como una negación de la vida futura, sino como expresión de una visión aún limitada, propia de una etapa previa a la revelación plena sobre la resurrección. Lo que reflejan es la angustia del justo que, sin entender su dolor, anhela que cese lo antes posible.

«Estas palabras fueron pronunciadas por Job para confirmar la fragilidad de la vida; y, sobre todo, para enseñar que quien ha muerto ya no regresa a esta vida corruptible ni vuelve a sus funciones ordinarias.

#### A los Versículos 11-21
Job expresa aquí su desconcierto ante el sufrimiento, presentando la atención constante de Dios —que en los Salmos es motivo de alabanza— como una carga insoportable. Siendo el hombre tan frágil e insignificante, no entiende por qué Dios lo vigila con tanto rigor ni por qué sus faltas, pequeñas en comparación con la grandeza divina, merecen castigos tan severos.
El contraste con figuras cósmicas como el Mar (Yam) o el monstruo Tannin (v. 12) subraya esta desproporción. Job no niega la justicia de Dios, pero insinúa, con cierta ironía, que algo no encaja en la lógica simplista del castigo-recompensa que defendía Elifaz (cfr 4,7-9). Su protesta deja entrever que el misterio del sufrimiento humano no puede reducirse a un esquema rígido de culpa y retribución, y apunta a una comprensión más profunda de la Providencia divina, aún inalcanzable para el hombre.